# Ondata di caldo

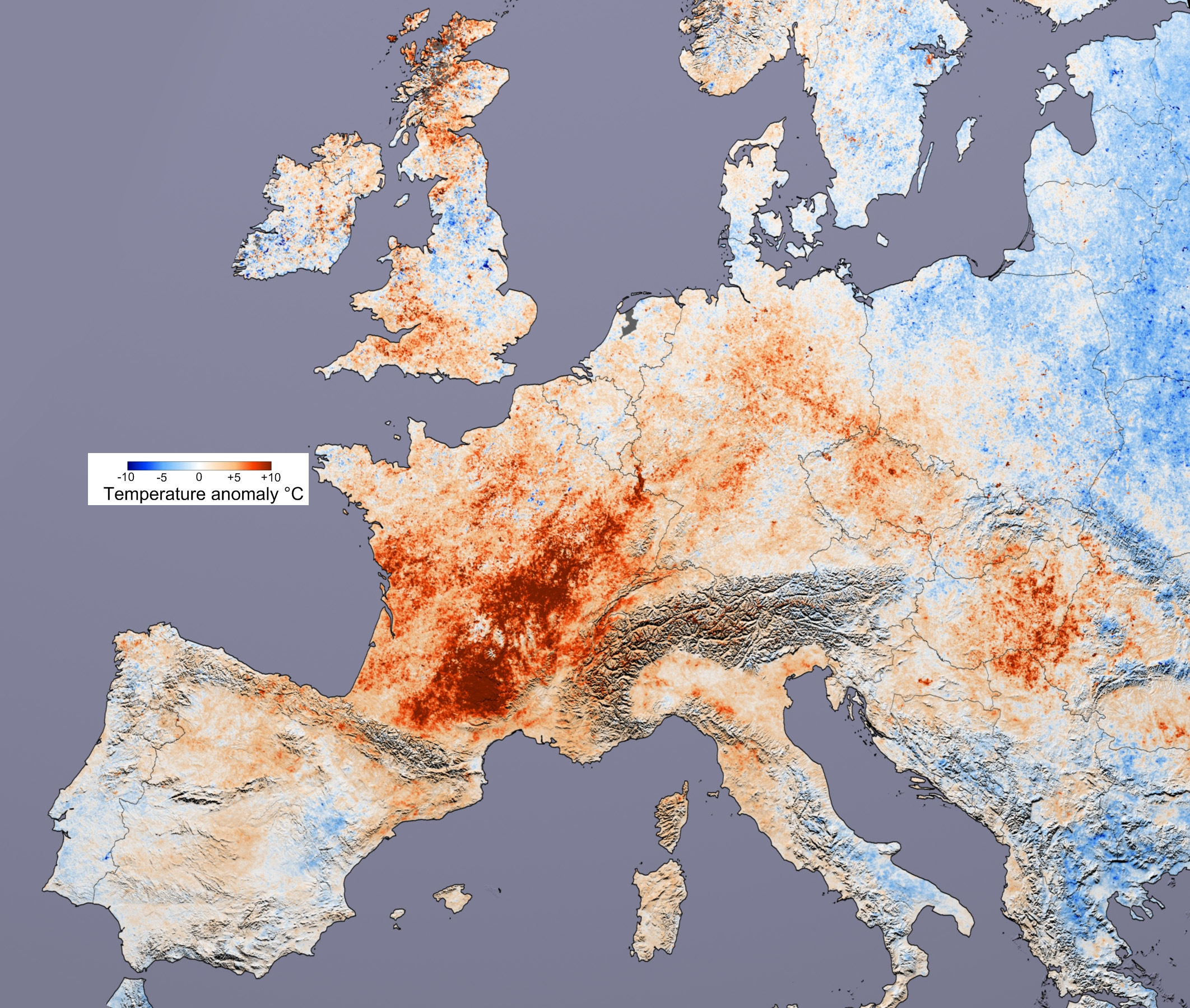
Mappa dell'ondata di caldo dell'estate 2003 in Europa

Un'ondata di caldo, in meteorologia, è un periodo di tempo atmosferico durante il quale la temperatura è insolitamente elevata rispetto alle temperature medie usualmente sperimentate in una data regione, in quel periodo e con caratteristiche di persistenza. Non va confusa con il più specifico fenomeno della bolla di calore.

## Descrizione

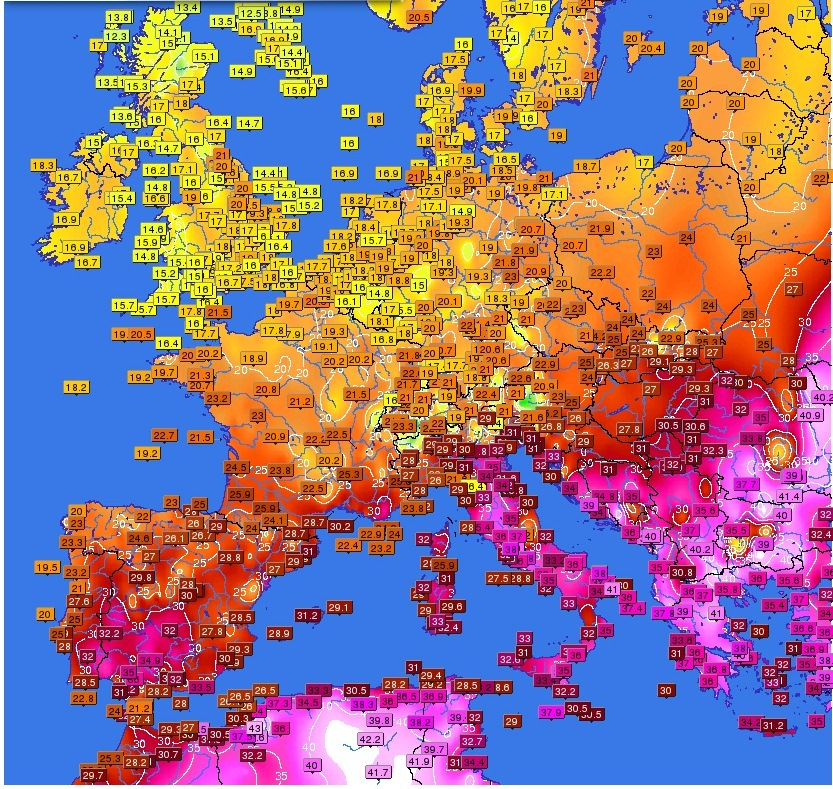
Mappa dell'ondata di caldo dell'estate 2012 in Europa

L'espressione non ha dunque significato oggettivo, ma è relativo a una regione (o, meglio ad un clima locale) nel senso che ciò che è percepito dalla popolazione come una temperatura eccessiva in un clima temperato può non esserlo in un'area dal clima maggiormente caldo. A volte ad ondate di calore prolungate o particolarmente intense si associano fenomeni di siccità dei suoli con ripercussione sui raccolti agricoli fino a casi limiti di carestie in zone particolarmente predisposte.
A titolo di esempio l'Istituto meteorologico reale dei Paesi Bassi (KNMI) definisce ondata di calore un periodo di almeno 5 giorni con temperatura massima superiore ai 25 °C di cui almeno 3 con temperatura superiore a 30 °C. Spesso, ma non sempre, alle ondate di caldo si associa l'afa.
In Europa queste ondate di caldo estive sono in genere legate agli spostamenti latitudinali dell'anticiclone subtropicale africano che normalmente staziona a latitudini subtropicali, mentre in altre zone del mondo sono sempre gli anticicloni di matrice subtropicale a determinare con i loro spostamenti le ondate di caldo.
Le ondate di calore sono divenute più frequenti e intense negli ultimi anni a causa, secondo gli scienziati, dell'attuale riscaldamento globale ovvero esse sarebbero uno dei modi attraverso i quali si manifesterebbe tale riscaldamento a livello meteorologico, cioè nel breve periodo. Spesso, ma non sempre, le ondate di caldo più intense sono precedute da un'altra mini ondata di caldo, della durata di pochi giorni, che funge da anticipazione alla seconda.

## Ripercussioni sanitarie
Al pari delle forti ondate di freddo, forti ondate di calore costituiscono un rischio per la salute, in particolare di anziani e bambini e persone che soffrano di patologie croniche: durante l'ondata di caldo sperimentata in Europa nell'estate del 2003 è stato stimato in Italia per il periodo che va dal 16 al 31 agosto un incremento della mortalità tra le persone con più di 65 anni del 19,1% rispetto al 2002 (fonte Ministero della Salute).
La rivista The Lancet ha pubblicato il 1 dicembre 2023 il rapporto Countdown on Health and Climate Change che evidenzia che l'incremento delle temperature aumenta la diffusione di malattie infettive, miete vittime e provoca insicurezza alimentare.

Tra le persone più vulnerabili al caldo estremo ci sono le persone di età superiore ai 65 anni: il rapporto stima che in Africa nel periodo 2017-2022 l'11% in più di persone sopra i 65 anni sia morto a causa del caldo estremo rispetto al periodo 2000-2005; nello stesso periodo l'aumento per l'Europa è stato dell'8,8% e del 7% per l'America meridionale e centrale.

Il riscaldamento globale sta contribuendo all'espansione delle malattie infettive in nuove regioni: alcuni scienziati hanno stimato che quasi il 10% della superficie terrestre del mondo che una volta era troppo secca o troppo fredda è diventata adatta alla trasmissione della malaria nel periodo 2013-2022 rispetto al periodo 1951-1960.
 
Mentre il mondo si surriscalda sempre più persone perdono l'accesso a cibo sicuro e nutriente: le alte temperature e la siccità distruggono i raccolti e gli eventi meteorologici estremi impediscono alle persone a lavorare all'aperto, quindi perdono reddito e non riescono a nutrirsi a sufficienza.
Il caldo estremo notturno può risultare mortale nei giovani e negli anziani che soffrono di asma: al naturale restringimento dei bronchi nel ritmo circadiano (fino all'8%) si somma l'aumento della temperatura del torace, l'iperattivazione delle fibre nervose dei muscoli respiratori, che, non si distendosi, ostacolano il normale svuotamento polmonare, rendendo difficile la respirazione, causando crisi asmatiche gravissime.